# Бард, Джеймс
Джеймс Бард (англ. James Bard; 1815—1897) — американский художник-маринист; работал маслом и акварелью. Был известен своими картинами плавательных средств, особенно пароходов.

## Биография
Родился 4 октября 1815 года в Нью-Йорке, у него был брат-близнец Джон (1815—1856). Их отец, Джозеф Бард, был родом из Англии; мать, Нелли Первис Бард, происходила из Шотландии. В семье было семеро детей — четверо братьев и три сестры.

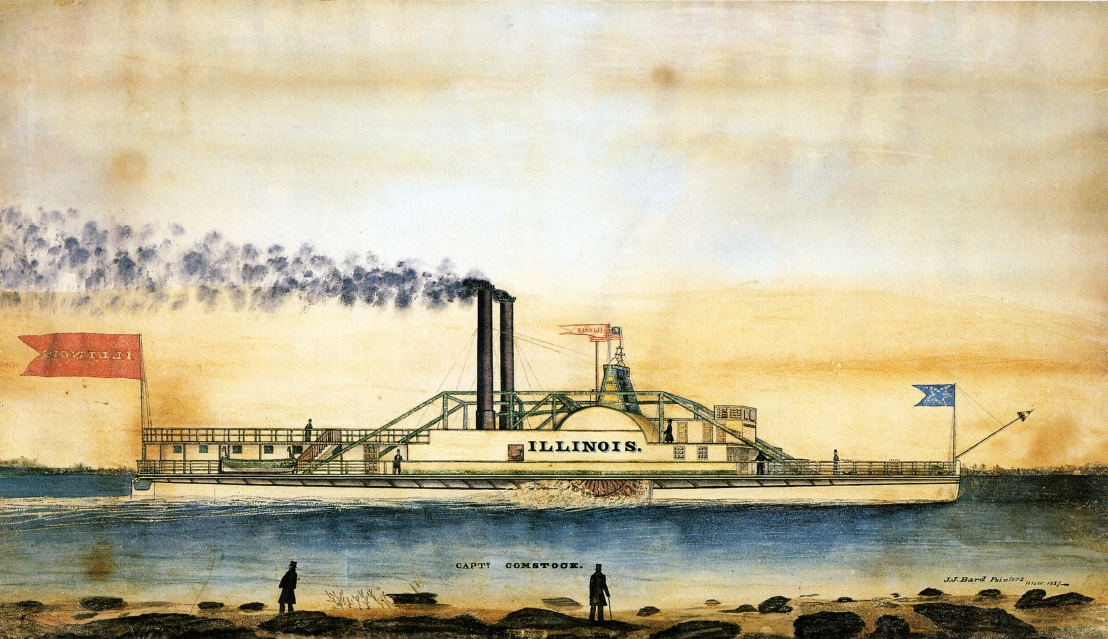
Пароход Illinois, совместная работа братьев Бард

Первые картины были написаны братьями совместно в 1827 году, когда им было по 12 лет. Джеймс продолжил карьеру художника, иногда привлекая к работе своего брата Джона в течение 1830—1840-х годов. Невозможно определить вклад каждого в созданные произведения; их совместные работы подписывались «J & J Bard» или «J & J Bard, Picture Painters». Затем писал только Джеймс, иногда подписываясь как «Jas. Bard». В 1838 году умер их отец. Тогда же они впервые были включены в нью-йоркский каталог художников. Свои произведения 1830-х годов они создавали акварелью, на масло перешли к 1840-м годам.
Последняя известная совместная картина братьев датирована 1849 годом — это были пароходы Wilson G. Hunt и Senator во время их путешествия по Калифорнии во времена золотой лихорадки. После этого не было свидетельств об участии Джона в создании картин. Предполагается, что он отправился на поиски приключений. Позже его видели на острове Рузвельт в Нью-Йорке, просящим милостыню, в плохом состоянии здоровья. Умер Джон Бард 18 октября 1856 года и был похоронен в безымянной могиле на нью-йоркском кладбище Грин-Вуд.
С конца 1840-х годов Джеймс Бард пишет картины самостоятельно, подписываясь своим именем. В 1850-х годах, когда пришёлся бум на постройку кораблей, Бард получал множество заказов от владельцев вновь построенных судов. Неизвестно насколько была доходна его художественная деятельность; вероятно, его финансовый успех был невелик, так как по некоторым данным в 1860-х годах он работал на железной дороге. При этом продолжал писать, как маслом, так и акварелью.
К началу 1890-х годов здоровье художника ухудшилось, он стал меньше писать и с трудом зарабатывал на жизнь семьи. В эти годы Бард с женой и единственной дочерью переехали в город Уайт-Плейнс. В конце 1896 года жена Барда заболела воспалением лёгких и умерла 5 января 1897 года. Сам Джеймс Бард скончался 26 марта 1897 года в Уайт-Плейнсе.
В 1924 году была организована мемориальная выставка братьев Бард.

### Семья
Незадолго до 1843 года Бард женился на Харриет де Гроот, которая была на шесть лет старше его. У них было шестеро детей, но между 1843 и 1856 годами пятеро умерли и осталась только дочь Эллен, работавшая горничной и дожившая до 1919 года. Друг её отца — Сэмюэл Уорд Стэнтон — помогал Эллен финансово, посылая каждый месяц деньги. Кроме своих произведений, Джеймс и Джон Бард не оставили никаких документов или завещаний.

## Труды
За свою жизнь Бард нарисовал порядка 3000 судов (парусные и пароходы), в том числе построенные в Нью-Йорке во время его активной деятельности. При жизни его покровителем был американский предприниматель Корнелиус Вандербильт. После смерти Бард был почти забыт. Его работы иногда относят к произведениям наивного искусства, со временем они обрели ценность. Они находятся в различных музеях США, многие из них — в Музее Пибоди в Эссексе и в Морском музее города Ньюпорт-Ньюс. Некоторые полотна можно увидеть на известных аукционах; их цена составляет десятки тысяч долларов.

Некоторые работы
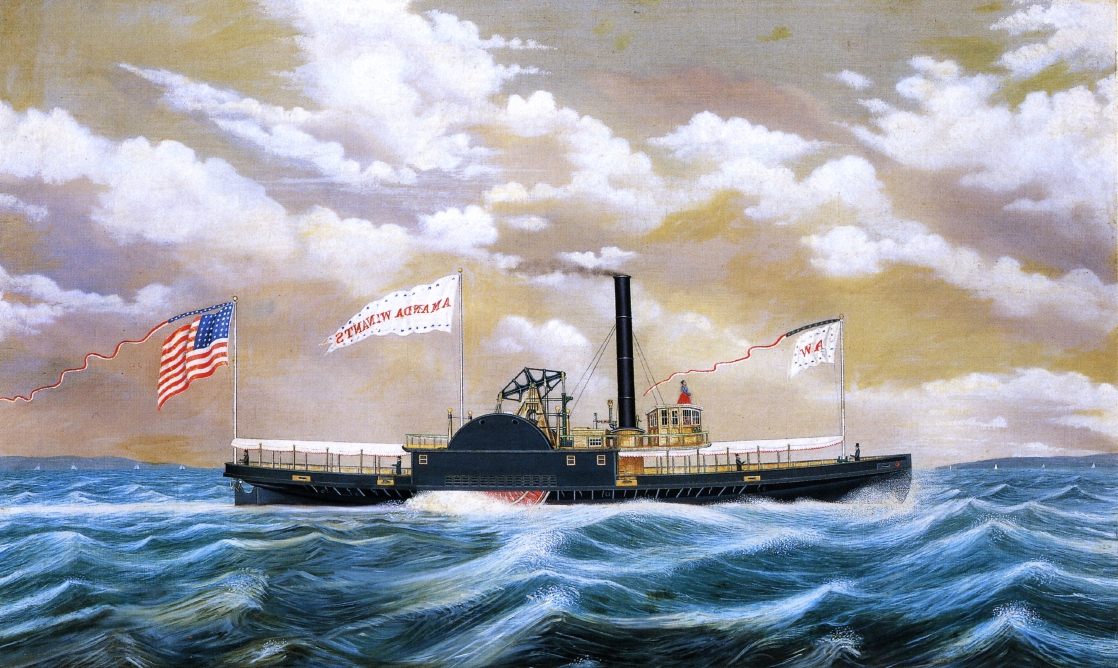
Пароход Amanda Winants
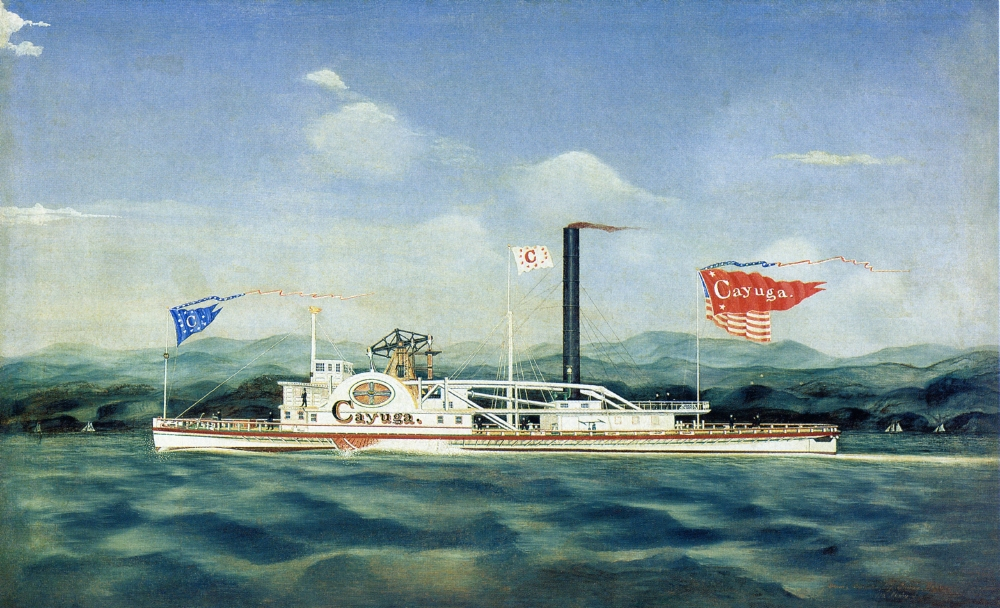
Пароход Cayuga
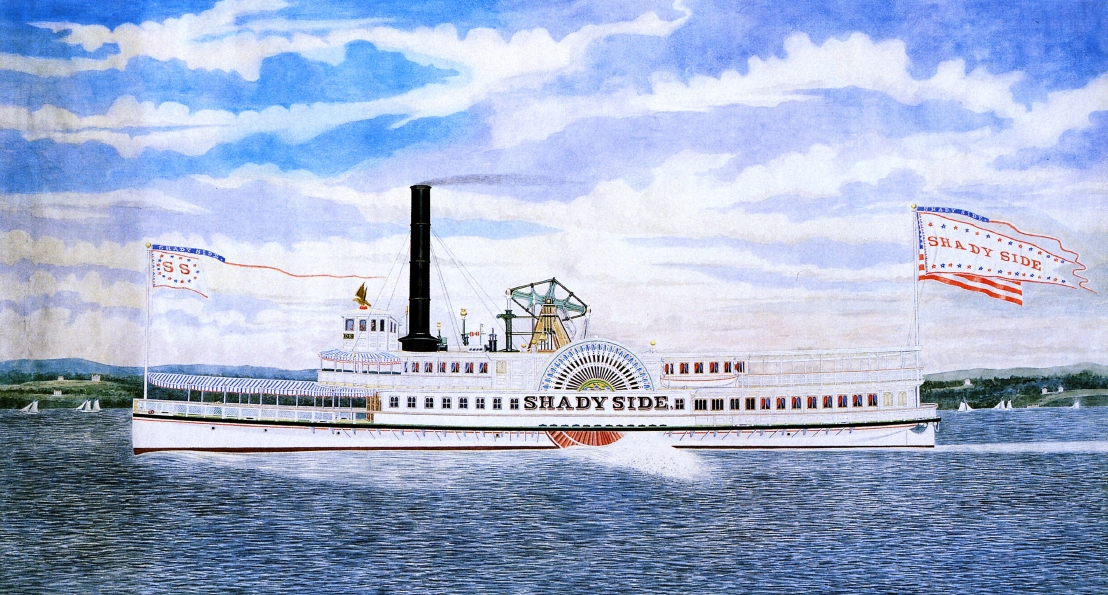
Пароход Shady Side
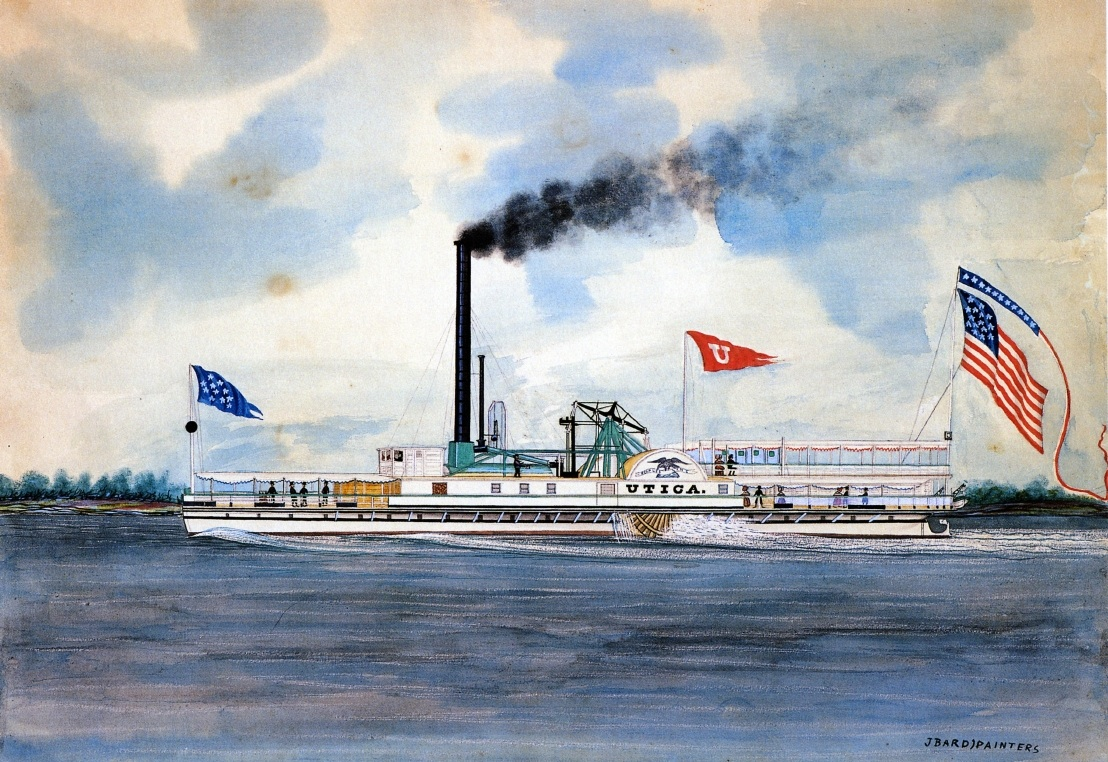
Пароход Utica
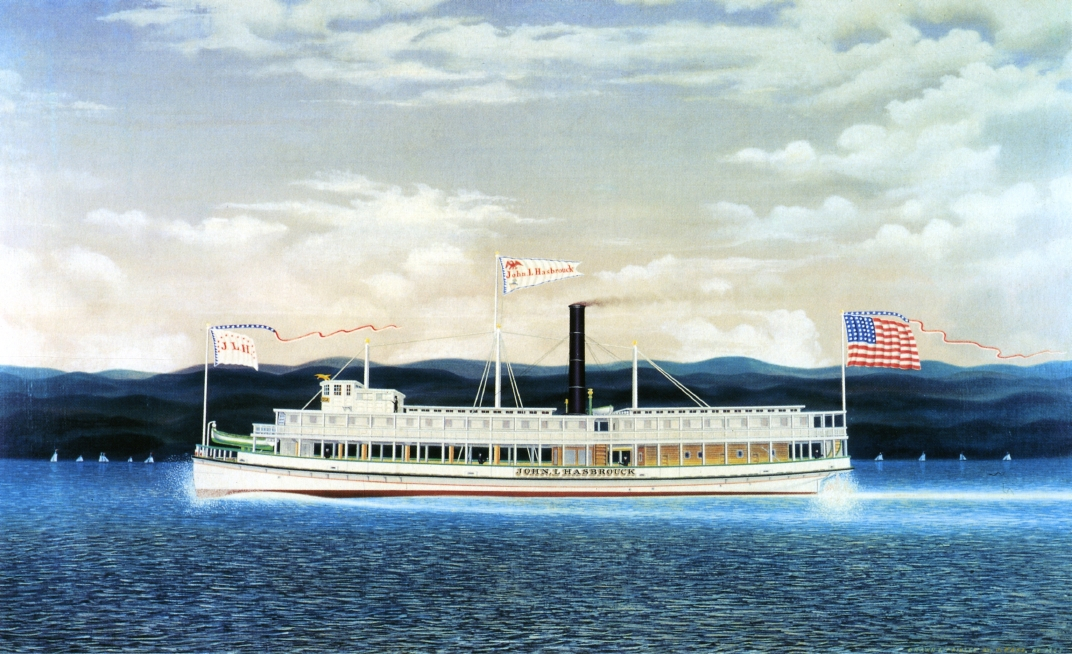
Пароход John Hasbrouck
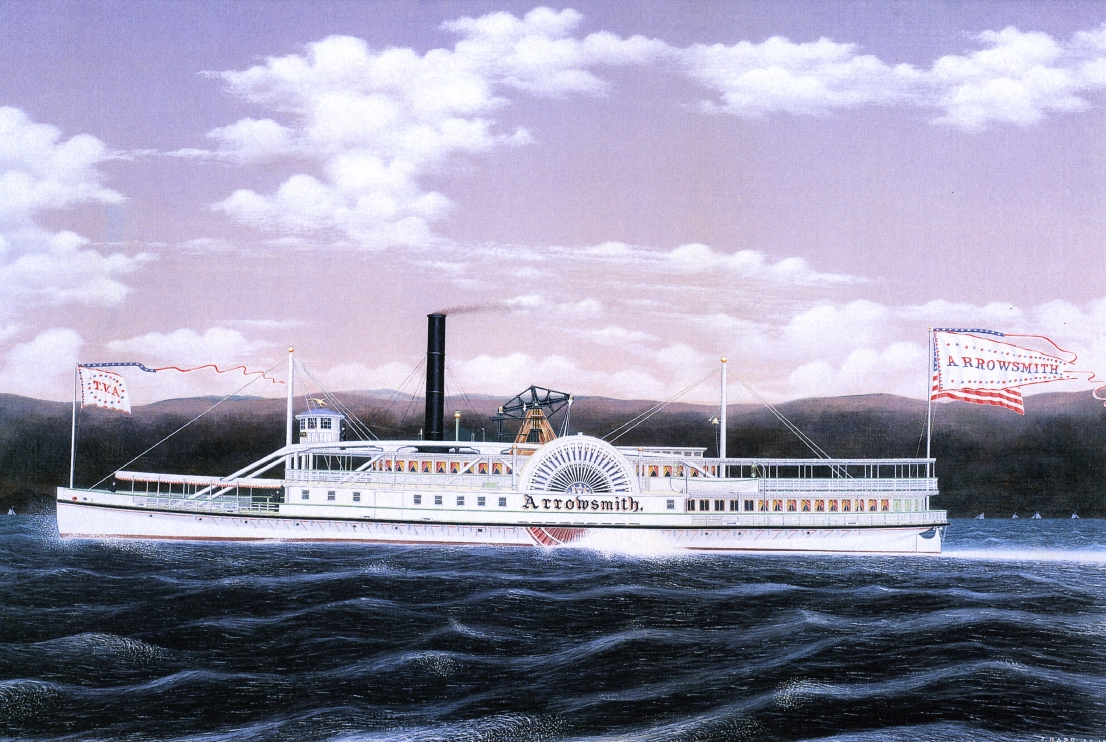
Пароход Arrowsmith
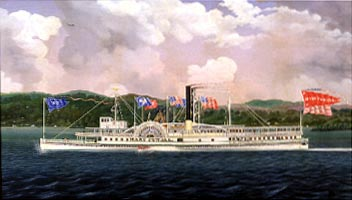
Пароход Mary Powell
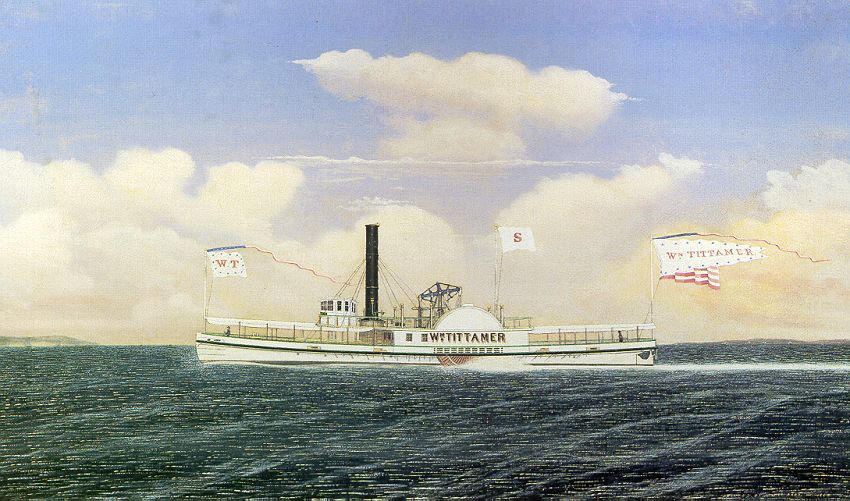
Пароход William Tittamer